# Коагуляція (хімія)
Коагуля́ція (рос. коагуляция, англ. coagulation (flocculation); нім. Koagulation f, Flockung f, Ausflocken n, Flocken n, Gerinnen n) — злипання частинок колоїдів при їхньому зіткненні в процесі теплового (броунівського) руху, перемішування або напрямленого переміщення в зовнішньому силовому полі. У агрегатах (флокулах) первинні частинки пов'язані молекулярними силами безпосередньо або через прошарок навколишнього (дисперсійного) середовища.

## Загальний опис
Коагуляція — утворення агрегатів у нестабільному золі. Злипання частинок дисперсійної фази в колоїдних системах, що супроводжується випаданням осаду, гелеутворенням по всьому об'ємові системи і відбувається як без зовнішньої дії на систему (з часом) внаслідок її тенденції до зменшення вільної енергії, так і при такій дії (підвищенні температури, механічних, електричних та ін. впливах, при введенні коагулянтів).
Коагуляцію використовують, наприклад, при флотаційному збагаченні руд, очищенні води від природних і побутових забруднень, виділенні цінних промислових продуктів з відходів виробництва, зміцненні водонасичених ґрунтів. Коагуляція відіграє важливу роль при кольматації проникних порід під час буріння нафтових і газових свердловин з використанням бурових розчинів. Процеси коагуляції і гелеутворення, а також повторні фізичні і хімічні перетворення в коагелях (конденсація, рекристалізація, йонний обмін і інші) мають вирішальне значення у формуванні різноманітних осадових гірських порід (глинистих, карбонатних, крем'янистих і інш.).
Коагуляція — завершений процес. Близький термін — коагулювання — власне протікання процесу.

## Оборотна коагуляція
Коагуляція, яка йде з утворенням такого продукту (осаду або геля), який може бути назад переведений у золь, наприклад, коагуляція ліпофільних колоїдів під впливом електролітів.